# 性向认同
性向认同，又譯為性取向認同，是指對於自我性吸引行为或情感歸屬性別對象的身份認同。 性向认同、性取向与性行为是密切相关，但它们也是有区别的。性向认同指个体身份的概念本身，性取向则是指對於特定性別之人所感受到的心儀情感、愛慕或性吸引力，而性行为指的是实际從事性行为的个人。
纵观历史角度，性向认同形成的理論模式，往往只注意到少数的性別群體，而现代的理論模式更多走向普遍性，将其他主流的性向认同理论和發展過程也納入其中。

## 定义
性向认同被描述为反映他们个人性生活身份的一个组成部分。是各个身份组件的集成（例如道德，宗教，种族，职业）到一个更高更大的整体同一性，对于发展构建多维身份是至关重要的。
性向认同在人的一生中可能會變動，而且可能造成人们对生理、心理性别的不同认知，因此专家认为性行为与实际的性取向应保持一致。例如，男同性恋、女同性恋和双性向的人，可能不会公开或者在公众场合说自己是同性恋或者异性恋主义者，因此由于地域差异，同性恋的人所获得的性别歧视较多。
在1990年的一项社会性组织研究数据表明，只有16%的女性和36%的男性报告在某种程度上具备同性吸引力和拥有同性恋或双性恋身份。性向认同相对于相关性取向、性行为比较更为密切。同样的调查发现，96%的女性和87%的男性从事性活动且具备同性恋或双性恋身份，与之相对反的是32％的女性和43％的男性承认曾被同性所吸引的事实。在审查的结果出来之后，该组织评论表示道：“同性恋者的自我认同發展，是一個心理性和社會性的複雜狀態。在當今社會，要達到自我認同，需要時間，而且通常伴隨著大量的個人掙扎、自我懷疑，更別提社會造成的不適應。”

## 发展简史

### 普遍现象
大部分對於性取向認同發展的研究，通常集中於同性戀群體。很多對同性感受到性吸引力的人，會在生命中的某段時光中出櫃。出櫃主要分为三个阶段：第一阶段是“了解自己”的阶段，这通常被描述为一个由内到外的过程，一般情况下在童年或青春期阶段会发生，但有时某些人需要到40岁或40岁以上才能完全实现。第二阶段是向重要的他人表達自我身份，例如家庭、朋友或同事，而第三阶段是公开自己的同性恋生活。

在当今美国，大约在高中或大学，这个年龄段的人们往往可能会不信任陌生人，或者向陌生人寻求帮助，尤其是在他们的性向认同不被社会公众所接受的情况下。有时候，他们甚至不通知自己的家人。据知名学者罗萨里奥·布劳恩在2006年发表的一份表示：“性取向身份認同的發展通常是一个复杂和困难的过程。LGBT不像少數族裔那樣，是與和自己有著近似特質的人群，或願意支持自我身份的人群，一起居住或生活；相反地，LGBT通常得和對同性戀無知或公開敵視的人，在同一個社群中長大。

一些性取向自我排斥的人，可能會主動選擇與自己實際性取向並不相符的身份過活。性向认同，并不等同于性取向，可能會經由心理治疗、支持团体和生活事件，而產生認同上的改变。 一个人對同性感受到性吸引力的人，可能會接受自己的性取向並出櫃，可能發展出异性恋者的身份認同，可能自我認同為前同性戀（但仍保有對同性的性吸引力），或拒絕被貼上任何一種性取向標籤。《华尔街日报》在一篇关于协调信仰和同性恋的文章上，性心理研究员格拉斯戈尔德·朱迪思在一次主持工作中说过：“我們並非鼓勵成為前同性戀...但我們得承認，對某些人來說，宗教認同可能在他們的生活中非常地重要，超越了其它任何事。”

### 性向认同发展模式
好幾個用來描述男同性戀和女同性戀認同歷程的模型被發展出來（如Dank，1971年；Cass，1984年；Coleman，1989年；Troiden，1989年）。然而，并不是每一个人都遵循同樣一套的发展模式。

性学家Fassinger根据个体和群体水平同性恋身份的发展模式划分为四个阶段：1.意识，2.勘探，3.深化、承诺，4.内化、整合。由于缺乏科学依据，在此之后性学家薇薇恩·卡斯根据这一情况成功概述了六种离散阶段发生的人，创造出凯斯认同感模式：1.困惑，2.比较，3.寬容，4.接納，5.自豪，6.整合。